# 守護代
守護代是日本中世武家體制下，令制國「守護」的代理職（日语：代官）。在戰國時代「下剋上」（幕府權威衰落、武家上層體制喪失約束力）的背景下，許多守護大名家的重臣得以守護代名義攬權，實質掌控領國。

## 背景
在鎌倉、室町兩時代，各國守護常居於武家政權核心的幕府所在地（即鎌倉或京都室町），領國內的事務則委任代官執行，故有守護代一職。守護代多由譜代等世襲重臣擔任，他們可通過代行守護權限，將領國內的武士組織化，成為本身的權力基礎。
經過室町時代中期應仁之亂等武家上層內鬥後，守護代實質掌控領國的現象尤為普遍；進入15、16世紀之交的戰國亂世後，一些勢力穩固的守護代甚至轉型成為「戰國大名」。守護代出身的戰國大名包括：
- 上杉氏家臣、越後守護代長尾氏
- 斯波氏家臣、尾張守護代織田氏
- 斯波氏家臣、越前守護代朝倉氏